# Score chimique corrigé de la digestibilité
Le score en acides aminés corrigé de la digestibilité des protéines sert à évaluer la qualité des protéines en fonction de deux critères : les besoins en acides aminés de l'homme et la digestibilité des protéines. Depuis 1989, l'OMS et la FAO conseillent d'utiliser cette méthode pour déterminer la qualité des protéines.
L’intérêt de cette échelle est principalement théorique : le score d’une protéine indique sa digestibilité par un être humain qui consommerait uniquement cette protéine. En pratique, une personne consomme généralement une variété de protéines, que ce soit à l’intérieur d’un même aliment, d’un même repas, ou au cours d’une même journée, et la déficience relative d’une protéine en un acide aminé donné est alors souvent compensée par l’abondance de ce même acide aminé dans une autre protéine ingérée. Ainsi, la digestion réelle d’une protéine est souvent, en pratique, supérieure à ce qu’indique son score de digestibilité théorique.

## SCCD de certains aliments
Le SCCD va de 0 à 1. La liste ci-dessous donne le SCCD de certains aliments,,.
| 1.00 | Caséine                |
| 1.00 | Blanc d'œuf            |
| 1.00 | Protéine de soja       |
| 1.00 | Protéine de lactosérum |
| 0.92 | Bœuf                   |
| 0.91 | Soja                   |
| 0.78 | Pois chiche            |
| 0.76 | Fruits                 |
| 0.73 | Légumes                |
| 0.59 | Céréales et derivés    |
| 0.52 | Cacahuète              |
| 0.42 | Blé complet            |